# Abbaye de Moiremont
L'abbaye de Moiremont est une ancienne abbaye de bénédictins, situé à Moiremont dans le département français de la Marne en région Grand Est, fondée au VIIIe ou IXe siècle, restaurée en 1074.
Il ne subsiste de nos jours que l'église abbatiale profondément remaniée devenue église paroissiale après la Révolution.

## Histoire
La tradition fait remonter la fondation de l'abbaye de Moiremont à 707 à un comte  Nanterus ou  Nanceio, avec un chapitre de douze chanoines chargés de garder les reliques des saints Parthène et Calogère ou Calocère († 304), frères martyrs originaires d'Arménie, et la place sous la protection du chapitre de Reims. Au IXe siècle, les Normands, qui ravagent tout le pays, saccagent également Moiremont, et le monastère tombe dans une si grande pauvreté qu'il est réduit à un seul chanoine. 
En 1074, l'archevêque de Reims, Manassès, sur la demande d'Odalric, prévôt de son chapitre, y envoie des bénédictins et donne une charte de fondation. Les seigneurs du pays, et à leur tête Drogon, sire de Vienne-le-Châleau, veulent s'opposer à l'établissement d'une puissance ecclésiastique rivale ; mais Odalric se rend sur les lieux pour faire cesser ces différends et cite Drogon dans un plaid et le condamne. Après avoir réparé le mal qu'il avait causé, Drogon prend la robe et meurt moine à Moiremont.
En 1154, Henri, comte de Grandpré, déclare la guerre à l'évêque de Verdun, ses soldats pillent et brûlent Moiremont en 1156. Le comte de Champagne intervient et force Henri de Grandpré à indemniser les moines et augmente leurs biens. En 1228, Thibaut IV le Posthume après avoir aplani les difficultés entre les religieux de Moiremont et ceux de la Chalade, fait une riche donation en terres et en bois et vers 1244, ajoute soixante arpents de bois entre le territoire de l'abbaye et ceux de Vienne-la-Ville et de Vienne-le-Château. En 1266, il joint à leur domaine la léproserie de Royon,. La comtesse Blanche cède une partie de la dîme qu'elle perçoit à La Neuville-au-Pont et à Florent.
Vers l'année 1387, un défi met aux prises la ville de Verdun d'une part, et d'autre part Jean de Saulx, Pierre d'Argiers et Guyot de Savigny. Les gens d'armes de Verdun ont l'avantage, et, à leur tête, Richard des Armoises, Jean de Wadonville et Jaquemin de Baleicourt poussent une pointe jusqu'aux environs de Sainte-Menehould; ils en profitent pour faire toutes sortes de dégâts dans la région; ils  s'emparent même du prévôt de Sainte-Menehould, de divers habitants du pays et de l'abbé de Moiremont, qu'ils emmènent prisonniers à Verdun.
Le relâchement s'introduit peu à peu parmi les moines ; n 1622, l'abbaye adhère à la réforme de Saint-Vanne.
Lors de la Fronde, pendant le siège de Sainte-Menehould, les bandes du prince de Condé saccagent le pays et Moiremont est incendiée en 1653 ; les bénédictins relèvent presque aussitôt leur monastère.
En 1746, il reste ept religieux qui étudient le grec, uf religieux en 1768. Le 13 février 1790, l'Assemblée constituante prononce l'abolition des vœux monastiques et la suppression des congrégations religieuses. L'abbaye est fermée, l'abbatiale devient église paroissiale. 
En septembre 1792, pendant la bataille de Valmy, le  général Le Veneur défend les positions française à Vienne-la-Ville et à l'abbaye.
Le reste du bâtiment ancestral est vendu comme bien national et démoli en 1793.

## Abbés et abbés commendataires

### Abbés réguliers
- 1074 : Duranne
- 1112 : Bernard
- 1167 : Simon
- 1304 : Jean
- 1345 : Hugues de Clarieux
- 1387 : Berthelot Patient, prieur

### Abbés commendataires
À partir du Concordat de Bologne, commence la série des abbés commendataires et seigneurs temporels :
- 1538 : Pierre Marot
- 1546 : Claude Berzeau, conseiller d'État
- François de Tournon (1489-†1562).
- Théodore Berzeau.
- 1587-1589 : Nicolas du Val (†1603), sieur de Fontenay,
- Marie de Lorraine, abbesse de Calense.
- 1605 : Éric de Lorraine, évêque de Verdun
- 1609 : Thomas de Braux ou de Braun (1595-†1646)
- Gilbert Clérembault de Palluau (†1680), évêque de Poitiers
- Jean de Mesgrigny (†1725).
- Michel Rioult d'Etoui (†1738), vicaire-général à Châlons
- 1738 : Louis-Bernard de La Taste (1692-†1754), évêque de Bethléem
- 1754 : Hervé-Nicolas Thépault du Brignou (1696-†1766), évêque de Saint-Brieuc
- 1766-1789 : Charles-Félix-Noël de Villeneuve d'Ansouis (1738-)

## Autres personnalités
- Dom Pérignon, novice à Moirmont vers 1650
- Dom Etienne Poinsignon (1703-1782), écrivain
- Dom Grosjean (-†1807), prieur, dernier moine de Moiremont

## Prieurés
L'influence de l'abbaye s'étend sur les prieurés où elle envoie ses religieux et recueille les revenus. Le comte de Champagne cède aux religieux de Moiremont, vers le milieu du XIIIe siècle, un terrain près du château de Sainte-Menehould ; ils y bâtirent un prieuré et desservirent longtemps l'église paroissiale ;
Le comte de Bar avait la garde du prieuré de Bayon qu'il avait fondé pour l'abbaye de Moiremont.

## Patrimoine foncier
Les biens de l'abbaye étaient considérables et se composaient surtout de vastes forêts , entre autres celle des Hauts-Bâtis ; les principaux villages qui se trouvaient ses tributaires étaient : Apremont, Rouvroy, Arne et Ripont, Sommièvre, Autry, Braux, Cernay, Parcicourt,..
L'abbaye de Moiremont percevait un cens de douze deniers sur l'abbaye de Chéhéry pour lui avoir cédé ses biens d'Apremont en 1177.

## Droit de patronage
L'abbé nommait aux cures (droit de patronage, de présentation à l’évêque et de nomination d'un desservant aux églises ou cures (paroisses)) où il percevait les grosses dîmes : Dampierre-sur-Auve, Éclaires, Florent,Janvry, Maffrécourt, la Neuville-au-Pont, Rosnay, Somme-Tourbe, Virginy, Ville-sur-Tourbe, Minaucourt, Moiremont, Notre-Dame de Sainte-Menehould, Somme-tourbe.
L'abbaye touchait la moitié des dîmes dans les communes de Minaucourt et Wargemoulin, l'abbaye de Saint-Remi les cinq douzièmes et l'hospice de Sainte-Menehould touchait le douzième.
L'abbaye est collateur de la chapelle Sainte-Barbe fondée en 1351 dans l'église de Sainte-Menehould

## Héraldique
| Armes de l'abbaye de Moiremont | Les armes de l'abbaye de Moiremont se blasonnent ainsi : D'azur semé de fleurs de lis d'or, à la crosse d'argent. |